# Alex Araya Morales
Alex Araya Morales (Parral, 5 de julio de 1995) es un médico cirujano y académico chileno. 

## Biografía
Oriundo de la Región de Maule y con residencia en Copiapó. Egresó de la carrera de Medicina de la Universidad Católica del Norte, en Coquimbo.

## Trayectoria en investigación estudiantil
Durante sus primeros años en la Carrera de Medicina se desempeñó en iniciativas de investigación estudiantil, por ejemplo el estudio "Cumplimiento de las garantías explícitas en salud para manejo de asma bronquial en adultos de la comuna de La Serena", la cual se presentó en el XXXIX Congreso Científico Nacional de Estudiantes de Medicina de Chile de 2016, obteniendo el primer lugar. Este estudio es presentado en el Brazilian International Congress of Medical Students, (BRAINCOMS), siendo seleccionado dentro de los 15 mejores trabajos.
En 2018 presenta otra investigación en la edición siguiente del congreso BRAINCOMS “Incidencia de los cánceres diagnosticados en la región de Coquimbo, 2009 a 2013”, un estudio elaborado junto a los docentes Vittorio Zaffiri y Domingo Lancellotti de la Universidad Católica del Norte. Este mismo estudio es presentado en 2019 en Groningen, Holanda con motivo del 26º Congreso Internacional de Estudiantes (bio) de Ciencias Médicas (ISCOMS), siendo uno de los diez representantes chilenos en dicho encuentro que convocó a 400 expositores de todo el mundo.
Al término de su etapa de internado, durante 2020 a propósito de la contingencia sanitaria por COVID-19 se desempeña ad honorem como docente de la Universidad de Atacama.
En 2021 en reconocimiento a su trayectoria como estudiante investigador se le entrega el premio a mejor estudiante de la Carrera de Medicina.
En 2022 en marco de un equipo internacional de estudiantes, publica el estudio: “Vasectomía: conocimientos, percepción y aceptación por parte de estudiantes de medicina en América Latina”, con el cual gana la categoría Investigación en Educación en la  I Jornada de Investigación Semana Facultad de Medicina UCN.

## Trayectoria profesional
Actualmente se desempeña como médico general y docente en la Universidad de Valparaíso Campus San Felipe, siendo invitado como evaluador en el XLV Congreso Científico Nacional de Estudiantes de Medicina en julio de 2023.